# Astropédologie
L'astropédologie est l'étude des sols planétaires, via celle des paléosols terrestres très anciens et de certaines météorites. C'est une branche de la science du sol (pédologie) qui vise comprendre notre place dans l'univers et notamment l'origine de la vie. Une définition géologique du sol est « un matériau à la surface d'un corps planétaire modifié sur place par des processus physiques, chimiques ou biologiques ». Les sols sont parfois définis par l'activité biologique, mais peuvent l'être également par des processus biologiques, chimiques ou physiques. Cette définition pose la question des sols et paléosols martiens : étaient-ils vivants ? Les colloques d'astropédologie sont un nouvel axe des rencontres scientifiques sur les sciences du sol. Les progrès dans la compréhension des mécanismes chimiques et physiques de la pédogenèse sur d'autres corps planétaires ont en partie conduit la Soil Science Society of America (SSSA) en 2017 à mettre à jour la définition du sol : « Les couches de minéraux et/ou organiques généralement souples des matériaux qui sont affectés par des processus physiques, chimiques et/ou biologiques à la surface ou à proximité de la surface planétaire et qui contiennent généralement des liquides, des gaz, des biotes et des plantes de soutien ».

## Lune

Sol lunaire et empreintes près de Hadley Rille

Agglutinat lunaire

Section mesurée et composition du noyau d'Apollo 15 sur la Lune

### Composition du paléosol lunaire
La surface de la Lune est recouverte de régolithe lunaire, un mélange de poussière fine et de débris rocheux produit par des impacts de Météorites. Les astronautes ont trouvé peu d'échantillons de roche à ramasser sur des surfaces de régolithe matures. Les roches avaient toutes été réduites en grains fins par le bombardement de micrométéorites au cours des derniers milliards d'années. La majeure partie du régolithe lunaire est constitué d'un sol gris fin, de brèche et de fragments de roche du substratum rocheux local. Les ravages continus des micrométéorites désintègrent davantage de roches et font fondre les particules de sol. Ce magma, mélangé à des fragments lithiques, forme des amas irréguliers appelés agglutinats. Le sol lunaire possède des matériaux à grains fins et non consolidés, mal trié, possédant une porosité élevée (41-70 %) et une densité relativement faible (0,9–1,1 g/cm3) par rapport à la densité de particules constitutives (2,9–3,2 g/cm3). Les particules de roche trouvées dans le paléosol lunaire varient en granulométrie (allant de grains de la taille d'un limon à la taille d'un rocher) et comprennent des fragments d'anorthosite des hautes terres et de basalte marin provenant d'impacts de météorites. Les grains minéraux dans les paléosols lunaires qui en forment la plus grande part, sont de la taille d'un limon (0,06–0,03 mm) et proviennent des cristaux des basaltes lunaires. Les paléosols étudiés contiennent de nombreux minéraux de plagioclase et de pyroxène (allant de quelques-uns à 40 %). Les minéraux d'olivine y sont parmi les plus rares. Des grains d'ilménite, de spinelle, des particules métalliques de kamacite et de taenite, du phosphure (schreibersite) et du sulfure (troïlite) ont également été trouvés dans les paléosols lunaires. Cependant, ils sont également beaucoup moins courants que le plagioclase et le pyroxène. Les particules de verre sont la troisième catégorie des composants du sol trouvé dans les paléosols lunaires ; il en existe deux types principaux : les verres homogènes et les agglutinats. Les verres homogènes sont de taille variable (<2 μm–2 cm) et se présentent généralement sous forme de particules de verre en forme d'haltère ou de larme. On suppose que ces particules se sont formées à partir des cendres volcaniques ou de roches fondues résultant de la chaleur dégagée par les impacts de météorites. Les agglutinats sont faits d'agrégats hétérogènes liés au verre de taille variable (<2 μm–1 cm) et sont décrits comme des masses irrégulières de verre et de cristaux. Ces particules de verre sont liées par des ponts de ciment vitreux aux minéraux et aux fragments de roche et sont généralement en forme d'anneau ou de bol, un peu comme un cratère. Des agglutinats en forme d'anneau ou de cuvette se forment en propageant vers l'extérieur la fonte d'impact qui a cimenté les grains de sol environnants. Des formes d'agglutinats moins courantes ou moins définissables sont apparues en raison de la cimentation de gouttes éparses de fonte d'impact ou de parties d'agglutinats brisés lors d'impacts ultérieurs. Les paléosols lunaires ressemblent étroitement au matériau d'origine en composition chimique et physique. Bien que ces paléosols lunaires sont plus issus de phénomènes physiques que chimiques, les processus chimiques ont formé de minces anneaux amorphes (20–50 μm) dans le sol résultant du refroidissement local de la vapeur des impacts de météoroïdes. Ces impacts ont provoqué un enrichissement en silice (Si) et en soufre (S) et un appauvrissement en magnésium (Mg), calcium (Ca), aluminium (Al) et titane (Ti). De plantes hypothétiques trouveraient tous les minéraux essentiels et en quantités suffisantes à leur croissance. De la matière organique sous forme d'acides aminés a été détectée dans des échantillons lunaires des missions Apollo, mais des solides indices isotopiques et moléculaires de ces composés suggèrent une contamination terrestre comme source.

### Formation du sol lunaire
Les mécanismes supposés de la formation du paléosol lunaire englobent le bombardement de micrométéoroïdes, le mélange du sol résultant de la séparation de charge induite par l'énergie solaire, la fatigue thermique ou le brassage du sol causé par les changements de température et la pulvérisation du sol. Des impacts à plus grande échelle affecteraient la formation du sol sur la Lune, interrompant ce processus en libérant des couches d'éjectas. La formation du sol lunaire est caractérisée par le niveau d'altération par les micrométéoroïdes, et s'opère en plusieurs stades de développement. Les premières étapes consistent en une couverture à gros grains et mal triée d'éjectas d'impact. Dans les étapes suivantes, le bombardement de micrométéoroïdes décompose le matériau en grains encore plus fins, ce qui augmente la proportion d'agglutinats. Ce bombardement micrométéoroïde ajoute également du métal météoritique et réduit le fer (Fe2+) en silicates en fer métallique dans le sol. Les agglutinats et le métal assombrissent le sol pendant une longue période. Le haut de la tranche de sol lunaire est hautement enrichi en agglutinats et en indice ferromagnétique, ce qui reflète souvent une diffusion accrue causée par de grands impacts de matériaux au fil du temps. Le temps de formation des paléosols lunaires est variable et peut prendre jusqu'à des centaines de millions d'années pour certains. Le temps de formation du sol sur la Lune a été calculé sur la base de la fréquence des impacts de micrométéoroïdes de tailles capables de former des agglutinats. Ces calculs démontrent qu'il y a des taux de formation de sol comparativement beaucoup plus lents sur la Lune que sur Terre. On a calculé à partir des observations le temps de formation du sol sur la base des taux de production de cratères qui suggèrent une durée de 81 000 ans pour mélanger les 2 cm supérieurs du sol lunaire. 

## Mars

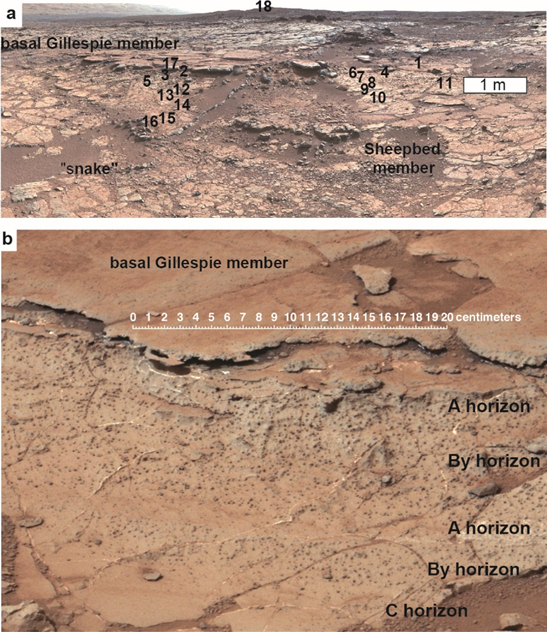
Paléosols vieux de 3,7 milliards d'années dans la baie de Yellowknife, cratère Gale, Mars, photographiés par le rover Curiosity.

La découverte de paléosols sur Mars provient de télédétection in situ et orbitale de la surface martienne. Des analyses chimiques/minéralogiques au sol (Mars Science Laboratory) et des photographies (Mastcam, MAHLI) du rover Curiosity dans le cratère Gale sur Mars ont montré des similitudes avec les horizons du sol et les structures du sol trouvés sur Terre. L'altération graduelle et la perturbation du sol par des fissures et des veines de dilatation, compatibles avec les soluans[Quoi ?] des sols désertiques, des structures ped [Quoi ?] en blocs angulaires, des coins de sable, un horizon gypsique peu profond (By) et une structure vésiculaire sont des preuves morphologiques. Des structures comme celles trouvées dans les sols désertiques de la Terre causées par la production de gaz microbien après les pluies (structure vésiculaire) ont été reconnues sur Mars, mais des preuves définitives de la vie sur Mars n'ont pas encore été obtenues. Les abondances minérales dans les paléosols montrent une altération de l'olivine en smectite et un modeste appauvrissement en phosphore. Une telle altération hydrolytique est comparable à celle trouvée sur Terre. Les caractéristiques chimiques et morphologiques des paléosols de la baie de Yellowknife sont une source supplémentaires de preuves du paléoclimat noachien tardif (3,7 ± 0,3 Ga) sur Mars et sont interprétées comme se formant sous un paléoclimat glacial hyperaride. La datation radiométrique suggère que les paléosols de la baie de Yellowknife ont 3,7 milliards d'années (±0,3 milliard d'années) et révèlent un changement des conditions possibles « chaudes et humides » du noachien précoce (~ 4,1–3,9 Ga) à un climat extrêmement aride et froid avec formation de sol limitée.
La télédétection de la surface martienne par l'instrument CRISM de Mars Reconnaissance Orbiter (MRO) et le spectromètre de cartographie minéralogique infrarouge (OMEGA) a détecté la présence d'argiles phyllosilicates dioctaédriques et trioctaédriques dans des milliers de gisements à la surface de la planète,,. La caractérisation orbitale de la minéralogie martienne est principalement dérivée des spectres visible/proche infrarouge (VNIR) des roches contenant des minéraux argileux. Ces zones comprennent le cratère Gale, Mawrth Vallis, Oxia Planum et Nili Fossae, entre autres, et datent de 4,0 à 3,7 Ga,. Il existe deux hypothèses pour expliquer la formation et la distribution des argiles phyllosilicates sur Mars :
1. L'activité souterraine et hydrothermale et/ou diagenèse[14],[15],[16] qui donnent des phyllosilicates trioctaédriques,
2. L'altération chimique de surface/subaérienne, par exemple, la pédogenèse[10],[11],[12],[16],[17],[18],[19],[20],[9] qui donne des phyllosilicates dioctaédriques.

Il est important de noter que certaines de ces zones (Mawrth Vallis et Oxia Planum) ont des profils d'altération des smectites Al recouvertes de smectites Fe/Mg (qui semblent toutes être dioctaédriques), puis des phases peu cristallines/amorphes comme l'allophane et l'imogolite. Ces profils d'altération sont coiffés par un dépôt igné d'environ 3,7 à 3,6 Ga qui peut être un dépôt pyroclastique ou un grès mafique, similaire aux paléosols enfouis sous des dépôts ignés sur Terre,,. Ces profils stratigraphiques semblent avoir jusqu'à 200 m d'épaisseur, avec des couches individuelles de 10 m d'épaisseur ou moins. Cette stratigraphie reflète le refroidissement et l'assèchement possibles de la Mars noachéenne et peut préserver la matière organique ou d'autres biosignatures en raison de la teneur en argile exceptionnellement élevée (~ 50 wt %) et la minéralogie argileuse (smectites 2:1) de ces roches enfouies. 

## Agriculture sur la Lune et sur Mars
Le sol sur Mars contient les nutriments nécessaires aux plantes. L'oxygène, le carbone, l'hydrogène, l'azote, le potassium, le phosphore, le calcium, le magnésium, le soufre, le fer, le manganèse, le zinc, le cuivre, le molybdène, le bore et le chlore ont tous été détectés dans le sol martien ou dans des météorites martiennes. Selon l'emplacement exact, il peut être nécessaire d'ajouter des engrais au sol. Les explorations lunaires et martiennes ont fourni des informations sur la composition minérale des sols de la Lune et de Mars. Tous les minéraux essentiels à la croissance des plantes semblent être présents en quantités suffisantes dans les deux sols probablement à l'exception de l'azote réactif. L'azote sous forme réactive (NO3-, NH4+) est l'un des minéraux essentiels nécessaires à la quasi-totalité de la croissance des plantes. La principale source d'azote réactif sur Terre provient de la minéralisation de la matière organique. L'azote sous forme réactive (NO3-, NH4+) est l'un des minéraux essentiels nécessaires à la quasi-totalité de la croissance des plantes. Il fait partie de la matière de notre système solaire, amené par le vent solaire, source d'azote réactif sur la lune et sur Mars. L'azote réactif peut également survenir sous l'effet de la foudre ou de l'activité volcanique et les deux processus peuvent se produire sur Mars. En principe de l'azote réactif pourrait être présent, cependant, le Mars Pathfinder n'a pas été en mesure d'en détecter et la présence réelle de quantités importantes d'azote réactif reste incertaine. L'absence d'une quantité suffisante peut être résolue en employant des espèces fixatrices d'azote. En symbiose avec des bactéries, elles sont capables de fixer l'azote de l'air et de le transformer en nitrates, processus qui nécessite de l'azote dans l'atmosphère. Cependant, il n'y a pas d'atmosphère sur la lune, et sur Mars, elle n'est que très peu présente et ne contient que des traces d'azote. La première expérience contrôlée à grande échelle visant à étudier la possibilité de faire pousser des plantes sur Mars et les simulateur de sols lunaires montre qu'elles sont capables de germer et pousser sur un simulateur de sol martien et lunaire pendant une période de 50 jours sans aucun ajout de nutriments. La croissance et la floraison sur le simulateur de régolithe de Mars étaient bien meilleures que sur celui de régolithe de lune et même légèrement meilleures que sur un sol terrestre de rivière, pauvre en nutriments. L'orpin des rochers (une plante sauvage) ; les cultures de tomate, blé et cresson ; et la moutarde des champs, une espèce d'engrais vert, se sont particulièrement bien comportés. Les trois dernières espèces ont fleuri, et le cresson et la moutarde des champs ont également produit des graines. Les résultats ont montré qu'en principe, il est possible de faire pousser des plantes vivrières et d'autres espèces végétales dans des simulateurs de sols martiens et lunaires. Cependant, de nombreuses questions demeurent quant à la capacité de charge en eau des simulants et à d'autres caractéristiques physiques, ainsi qu'à savoir si les simulants sont représentatifs des sols réels. 

## Perchlorates
La présence de perchlorates dans le sol rend la culture de légumes sur Mars particulièrement difficile. Comme il n'y a pas de couche d'ozone sur Mars, les rayons UV pénètrent à la surface de la planète. Les perchlorates deviennent toxiques lorsqu'ils sont exposés à la lumière UV, détruisant les bactéries en quelques minutes d'exposition. Les études semblent démontrer que les oxydes de fer et le peroxyde d'hydrogène présents dans le sol de Mars augmentent la toxicité des perchlorates. Le niveau de perchlorates trouvé sur Mars (0,05 wt %) est suffisamment concentré pour être toxique pour les humains et les cultures, et pourrait être utilisé comme carburant de fusée. Les recherches indiquent que de faibles concentrations de perchlorates aqueux inhibent la pousse, le poids, la teneur en chlorophylle et le pouvoir oxydant des plantes. Les jacinthes d'eau, Eichhornia crassipes, semblent avoir une tolérance élevée aux perchlorates et pourrait être une plante idéale pour la culture sur Mars. Les perchlorates peuvent s'accumuler dans les tissus des plantes si elles sont cultivées dans un milieu contaminé. Étant donné que même des quantités infimes interfèrent avec les fonctions thyroïdiennes chez l'homme, la présence de perchlorates dans les sols martiens est un problème important qui doit être résolu avant que la colonisation ne se produise. 

## Terre primitive

Paléosols reconstruits vieux de 3,5 milliards d'années de la formation Panorama dans la région de Pilbara en Australie occidentale.

Les profils de sol de la région de Pilbara au nord-ouest de l'Australie montrent un appauvrissement distinct du phosphore. Le métabolisme courant pour les bactéries soufrées est l'oxydation en sulfates qui donne le gypse et la barytine. Ces minéraux sont courants dans les sols anaérobies acide-sulfaté que l'on trouve actuellement sur Terre et sont considérés comme une raison potentielle de l'accumulation de sulfate dans les paléosols archéens. Cela constitue des preuves circonstancielles de la vie dans les paléosols sur Terre pendant l'Archéen, de 3,42 à 3,46 Ga.

## Origine de la vie

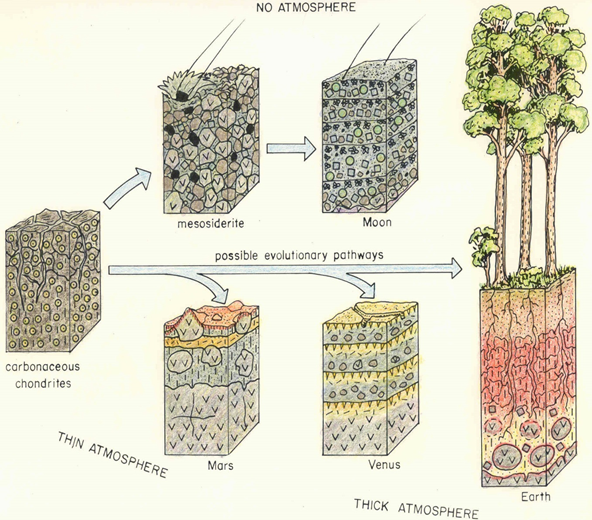
Évolution hypothétique des types de sols sur divers corps parents de météorites et surfaces planétaires.

La théorie selon laquelle la vie a évolué dans le sol est attrayante car le sol emprisonne l'eau entre les grains d'argile, fournissant un ensemble de chambres de réaction microscopiques. Ceux-ci peuvent également favoriser la formation de composés organiques par des mécanismes démontrés dans l'expérience Urey-Miller, de sorte que les surfaces planétaires étaient recouvertes de chondrite carbonée. Les sols argileux et organiques sont protégés de l'érosion et continuent ainsi à produire de l'argile et de la matière organique. La vie unicellulaire, lorsqu'elle a évolué, aurait également servi le même objectif de lier le sol. Les ingrédients nécessaires à la vie sont toujours fournis par le cycle d'altération, qui favorise la vie.